# (38653) 2000 OT22
2000 OT22 (asteroide 38653) é um asteroide da cintura principal. Possui uma excentricidade de 0.25373520 e uma inclinação de 3.64357º.
Este asteroide foi descoberto no dia 31 de julho de 2000 por LINEAR em Socorro.